# Замок Кастлтаун-Хаус
Замок Кастлтаун-Хаус (англ. Castletown House Castle) — один із замків Ірландії, розташований в графстві Лаут, біля міста Дандалк.

## Історія замку Кастлтаун-Хаус
Замок Кастлтаун-Хаус збудував Річард Бел'ю в XV столітті. Тут його нащадки жили більше 200 років. Будівництво замку датують 1472 роком. Замок був побудований на місці більш давнього замку, що був захищений потужною оборонною стіною. Квадратна вежа замку піднімається на 20 м в гору. по кутах стоять 4 менших вежі. По кутах всіх веж є зубчасті стовці, які називають «коронами» або «ірландскими зубцями». Король Англії Джеймс ІІ підтримав аристократичну родину Бел'ю в 1686 році, що в свій час потерпіла від війни в Ірландії. Джон Бел'ю отримав титул барона Бел'ю Дулік. Але ця гілка клану Бел'ю вимерла наприкінці XVII століття і замок був закинутий. У 1740 році Едвард Тіппін купив замок і навколишні землі і перебудував замок у стилі короля Георга. Нова забудова примикає до давньої споруди. Нова споруда була більш комфортабельна, а стару частину використовували в якості житла для слуг. Головний1 зал замку має колони та склепіння, є два великі каміни. Гвинтові сходи однієї з кутових веж використовуються для доступу до верхніх поверхів та даху. З башт замку відкривається чудовий краєвид на бухту Дандалк та навколишню місцевість.
У 1784 році родини Тіппін залишила замок. Землі і замок купив Джон Іствуд з графства Арма. У 1786 році Джон Іствуд жив в замку Кастлтаун-Хаус. У 1790 році Джон Іствуд помер. Замок успадкував його син Джеймс Іствуд — священик. Преподобний Джеймс спорудив арку на воротах до саду замку, де розмістив табличку, на якій записана дата, коли він успадкував замок та маєток Каслтаун-Хаус. У 1806 році Джеймс Іствуд все ще жив в замку Каслтаун-Хаус, але, коли він помер через два роки, маєток успадкував його молодший брат Чарльз. У дослідженні, проведеному 1823 році, Каслтаун-Хаус був записаний як будинок Чарльза Іствуда — есквайра. Замок був описаний як «прекрасний стародавній замок у хорошому стані, акуратний сучасний будинок, що був прибудований до нього паном Іствудом». Чарльз залишив свій слід на замку, подібно до попередніх поколінь, коли він вирізав свої ініціали «CE» на мурах з правої сторони воріт замку. Він помер у 1828 році. Замок успадкував його старший син Джеймс. Він мав плани реставрації замку. Ці плани ніколи не були реалізовані. Біля замку було висаджено багато дерев та вдосконалено сад з додаванням багатьох екзотичних рослин. Сад був закладений на південь від замку, а в наступні роки додали фруктовий сад і тенісний корт.
У 1851 році публічно повісили двох чоловіків, які намагалися вбити Джеймса Ісвуда. Вони намагалися вкрасти в нього золотий годинник, а потім побили його і кинули помирати в кар'єр. Не дивлячись на це Джеймс Іствуд звернувся з проханням помилувати цих двох чоловіків, але марно. Джеймс став місцевим суддею, він помер в 1865 році, похований в графстві Арма. Замок та маєток успадкувала його дружина Луїза. Після смерті Джеймса родина мала фінансові проблеми, землі були продані згідно закону для покриття боргів. У 1886 році замок Кастлтаун-Хаус згадується в каталозі Барретта. Замок перейшов у власність родини Біггер, що були родичами Іствудів. Згідно умов Біггери мали перейти на прізвище Іствуд. У 1901 році Джон Джеймс Іствуд Біггер жив у замку з дружиною Кетлін та трьома слугами.
У 1910 році в замку був знайдений мертвим Лоуренс Тренор — кучер, що служив містеру Іствуду Біггеру. вважається, що він помилково прийняв щавлеву кислоту замість ліків. У 1925 році Джона Джеймса Іствуда Біггера було оголошено банкрутом. Цікаво, що документальні підтвердження боргів Джона Джеймса Іствуда Біггера згоріли під час пожежі 1922 року під час війни за незалежність Ірландії. Замок і землі були продані Земельній комісії Ірландії. У 1940 році замок купила родина Таафе.
У 1950 році замок знову був виставлений на продаж. Замок купили монахинями ордена святого Луї. Замок був перебудований під недільну школу. Школа функціонує і сьогодні, там вчаться більше 600 студентів.